# Anne Sofie von Otter
Anne Sofie von Otter (Stockholm, 9 mei 1955) is een Zweedse mezzosopraan. Zij is een veelgevraagde operazangeres en geeft ook liedrecitals.

## Levensloop
Von Otter werd geboren in Stockholm als dochter van de diplomaat baron Göran von Otter. Ze groeide op in Bonn, Londen en Stockholm. Zij studeerde in Stockholm en aansluitend aan de Guildhall School of Music and Drama in Londen bij Vera Rosza. In Londen studeerde zij ook in de klas van Geoffrey Parsons en verder in Wenen in de klas van Erik Werba voor liedinterpretatie.
In 1980 begon zij een samenwerking met de pianist Bengt Forsberg, die sindsdien haar vaste begeleider voor liedinterpretaties is.

### Operazangeres
Van 1983 tot 1985 was zij lid van het ensemble van de Opera in Bazel waar zij debuteerde als Alcina in de opera Orlando paladino van Joseph Haydn. Verder speelde zij Dorabello in Così fan tutte, Cherubino in Le nozze di Figaro, en Sesto in La clemenza di Tito alle van Wolfgang Amadeus Mozart, als Hänsel in Hänsel und Gretel van Engelbert Humperdinck en Clairon in Capriccio van Richard Strauss.

Zij trad ook op als Oktavian in Strauss' Der Rosenkavalier. In deze rol heeft zij een cd-opname bij EMI gemaakt met Bernard Haitink als dirigent. Zij speelde en zong die rol ook in uitvoeringen in Stockholm, München, Chicago, in het Royal Opera House in Londen, in de Opéra Bastille in Parijs, in Wenen, in de Metropolitan Opera in New York en in Japan met Carlos Kleiber als dirigent; deze laatste uitvoering werd later op dvd uitgebracht.
Anne Sofie von Otter zong Ramiro in La Finta Giardiniera van Wolfgang Amadeus Mozart in Aix-en-Provence in 1984. In 1985 debuteerde zij aan het Royal Opera House in de Londense wijk Covent Garden. Het debuut aan de Metropolitan Opera in New York volgde in 1988 wederom als Cherubino in Le nozze di Figaro. Verder zong zij aan de opera's in Berlijn, München, Rome en aan het Teatro alla Scala in Milaan. Zij oogstte succes bij de belangrijkste operahuizen in Europa, zoals Christoph Willibald Ritter von Glucks opera's Orfeo ed Euridice in Genève en Alceste onder regie van Bob Wilson en onder leiding van Sir John Eliot Gardiner in het Théâtre du Châtelet in Parijs (opgenomen op zowel cd alsook dvd) en Georg Friedrich Händels opera Ariodante in de Opéra Garnier in Parijs. Verder als Oktavian in Der Rosenkavalier en Ariadne auf Naxos van Richard Strauss, in de Staatsopera in Wenen, als Nerone in L’Incoronazione di Poppea van Claudio Monteverdi tijdens het Aix-en-Provence Festival, als Ottavia in L’Ultimo giorno di Pompei van Giovanni Pacini alsook de opera Xerxes van Georg Friedrich Händel in het Théâtre des Champs-Élysées in Parijs. Een andere rol, Ruggerio in de opera Alcina van Georg Friedrich Händel, markeerde haar terugkeer na het Drottningholm Festival in Stockholm. Op het Glyndebourne Festival maakte zij haar debuut als Carmen in de gelijknamige opera van Georges Bizet in een productie van David McVicar en onder leiding van Philippe Jordan.
Von Otter verzorgde ook veel uitvoeringen bij de New York Metropolitan Opera en James Levine, in opera's als Der Rosenkavalier, Clemenza di Tito, Idomeneo alsook Claude Debussy's opera Pelléas et Mélisande.
In 1999 ontving ze de Zweedse koninklijke onderscheiding Litteris et Artibus.

### Lied- en concertzangeres
Von Otter zong onder Carlos Kleiber, Claudio Abbado, John Eliot Gardiner, Sir György Solti en Marc Minkowski. Zij geeft ook regelmatig, samen met haar langjarige pianobegeleider Bengt Forsberg, recitals in de hele wereld. In de film A Late Quartet (2012) speelt ze een kleine bijrol als de mezzosopraan Miriam.

### Privé
Von Otter was getrouwd met Benny Fredriksson, acteur en manager van Stockholms Cultuurhuis en Stadstheaters, tot zijn zelfdoding op 17 maart 2018, na beschuldigingen van grensoverschrijdend gedrag jegens vrouwelijke medewerkers. Deze aantijgingen werden later na onderzoek volledig ontkracht. Het stel kreeg twee kinderen. Zij woont in de hoofdstad Stockholm.

## Cd- en dvd-opnames
Het repertoire van haar opnames is heel breed. Beginnend met barokmuziek tot de werken van de 20e eeuw, tot folksongs en popmuziek heeft zij intussen rond 60 cd's alleen bij het label Deutsche Grammophon uitgebracht, die met verschillende prijzen onderscheiden werden. Qua popmuziek waagde zij met Elvis Costello aan een uitstap met de cd For the Stars. Op 1 september 2006 publiceerde zij een cd "I Let The Music Speak" met songs van ABBA, waar het voormalige lid en componist van deze popgroep, Benny Andersson de pianopartij speelde. Verder maakte ze een cd-opname Theresienstadt-Projekt bij de Deutsche Grammophon. Samen met de kunstenaars Daniel Hope, Bengt Forsberg en Christian Gerhaher heeft zij werken van Pavel Haas, Hans Krása, Martin Roman, Ervín Schulhoff, Adolf Strauss, Karel Švenk, Carlo Sigmund Taube, Ilse Weber en Viktor Ullmann opgenomen.

### Liederen
- Johannes Brahms Lieder met Bengt Forsberg (1991) Deutsche Grammophon
- Grieg Songs met Bengt Forsberg (1993) Deutsche Grammophon
- Speak Low: Songs by Kurt Weill gedirigeerd door John Eliot Gardiner (1995) Deutsche Grammophon
- Frauenliebe und –leben van Robert Schumann met Bengt Forsberg (1996) Deutsche Grammophon
- La Bonne Chanson, French Chamber songs met Bengt Forsberg, Deutsche Grammophon (1996)
- Schubert: Lieder, met Bengt Forsberg (1997) Deutsche Grammophon
- Des Knaben Wunderhorn (samen met Thomas Quasthoff) van Gustav Mahler gedirigeerd door Claudio Abbado (1999) Deutsche Grammophon
- Cécile Chaminade Lieder and other works met Bengt Forsberg (2002) Deutsche Grammophon
- Mahler: Kindertotenlieder, gedirigeerd door Pierre Boulez (2005) Deutsche Grammophon
- Hector Berlioz: Mélodies en Les nuits d'ete, met Cord Garben (piano) en gedirigeerd door James Levine

### Opera's
- Eugen Onegin van Pjotr Iljitsj Tsjaikovski als Olga, gedirigeerd door James Levine (1987) Deutsche Grammophon
- Der Rosenkavalier van Richard Strauss gedirigeerd door Bernard Haitink (1991) EMI Classics
- Agrippina van Georg Friedrich Händel gedirigeerd door John Eliot Gardiner (1997) Philips
- Werther van Jules Massenet gedirigeerd door Kent Nagano (1997) Elektra
- Ariodante van Georg Friedrich Händel gedirigeerd door Marc Minkowski (1999) Archiv
- Ariadne auf Naxos van Richard Strauss gedirigeerd door Giuseppe Sinopoli (2002)
- Hercules van Georg Friedrich Händel gedirigeerd door Marc Minkowski (2002) Archiv
- Giulio Cesare van Georg Friedrich Händel gedirigeerd door Marc Minkowski (2003) Archiv
- Xerxes van Georg Friedrich Händel gedirigeerd door William Christie (2004) Virgin Classics
- Idomeneo van Wolfgang Amadeus Mozart gedirigeerd door John Eliot Gardiner (1991) Deutsche Grammophon
- La clamenza di Tito van Wolfgang Amadeus Mozart gedirigeerd door John Eliot Gardiner (1993) Deutsche Grammophon

### Andere opnames
- For the Stars, een collectie van rock en pop songs (onder andere van Brian Wilson en John Lennon/Paul McCartney), met Elvis Costello
- I Let The Music Speak met songs van ABBA en Benny Andersson als pianist (2006) Deutsche Grammophon
- Theresienstadt Project, met Bengt Forsberg en anderen (2007) Deutsche Grammophon
- Home for Christmas, (1999) Deutsche Grammophon
- Love Songs, dubbel-cd met Brad Mehldau (2010) Deutsche Grammophon
- Douce France, dubbel-cd, cross-over: combinatie van liederen uit het klassieke Franse repertoire en moderne Franse chansons, Naïve (2013)